# میوتورنت
میکروتورنت (به انگلیسی: µTorrent؛ به‌صورت uTorrent هم نوشته می‌شود) یک نرم‌افزار برای استفاده از شبکهٔ بیت‌تورنت است و با فایل‌های (torrent. *) کار می‌کند.